# آلن کورماک
آلن مک‌لوید کورمک (به انگلیسی: Allan McLeod Cormack)، ‏(۲۳ فوریه ۱۹۲۴ در آفریقای جنوبی - ۷ مه ۱۹۹۸) دانشمند آمریکایی و یکی از مخترعین سیستم‌های نوین سی تی اسکن است.
وی از بنیان‌گذاران این نوع پویشگر در دههٔ ۷۰ میلادی بود، و به همین دلیل به همراه گودفری هاونسفیلد برنده جایزه نوبل پزشکی سال ۱۹۷۹ می‌باشد.
وی که استاد دانشگاه تافتز بود و در سال ۱۹۹۸ درگذشت.